# Isole attraversate da confini
Questa è una lista delle isole attraversate da confini tra due o più Stati. Sono comprese sia le isole marittime che quelle fluviali che quelle lacustri.

## Confini riconosciuti a livello internazionale

### Presente
| Nome dell'isola                                  | Stati (percentuale di area dell'isola) | Tipologia               | Superficie (km²) | Abitanti   | Confini attuali dal |
| ------------------------------------------------ | --- | ----------------------- | ---------------- | ---------- | ------------------- |
| Nuova Guinea                                     | Indonesia (53,52%) Papua, Papua Occidentale Papua Nuova Guinea (46,48%) | marittima               | 786 000          | 7.100.000  | 1949                |
| Borneo                                           | Brunei (1%) Indonesia (73%) Kalimantan Centrale, Kalimantan Orientale, Kalimantan Settentrionale, Kalimantan Meridionale, Kalimantan Occidentale Malaysia (26%) Sabah, Sarawak | marittima               | 743 122          | 16.000.000 | 1963                |
| Irlanda                                          | Irlanda (83%) Regno Unito (17%) Irlanda del Nord | marittima               | 84 421           | 5.600.000  | 1921                |
| Hispaniola                                       | Rep. Dominicana (64%) Haiti (36%) | marittima               | 74 700           | 18.500.000 | 1808                |
| Isola Grande della Terra del Fuoco               | Argentina (44%) Provincia di Terra del Fuoco, Antartide e Isole dell'Atlantico del Sud Cile (56%) Provincia di Tierra del Fuego                                                | marittima               | 47 992           | 200.000    | 1881                |
| Timor                                            | Indonesia (53%) Nusa Tenggara Orientale Timor Est (47%) | marittima               | 33 850           | 2.900.000  | 2002                |
| Corocoro                                         | Guyana Venezuela | fluviale/marittima      | 690              | ?          | ?                   |
| Isola di Sebatik                                 | Indonesia Kalimantan Settentrionale Malaysia Sabah | marittima               | 452              | 20.000     | 1891                |
| Usedom                                           | Germania (79%) Circondario della Pomerania Anteriore-Greifswald Polonia (21%) Voivodato della Pomerania Occidentale                                                            | marittima               | 445              | 76.500     | 1945/1950/1989      |
| Bol'šoj Ussurijskij/Heixazi Dao                  | Cina Russia | fluviale                | 350              | ?          | 2008                |
| Saint-Martin/Sint Maarten                        | Francia (61%) Saint-Martin, collettività d'oltremare Regno dei Paesi Bassi (39%) Sint Maarten, nazione costitutiva                                                             | marittima               | 93               | 68.400     | 1648                |
| Abagaitu Zhouzhu                                 | Cina Russia | fluviale                | 57,56            | 0          | 2008                |
| Isola Hans                                       | Canada (40%) Nunavut Danimarca (60%) Groenlandia | marittima               | 1,30             | 0          | 2022                |
| Kataja                                           | Finlandia Svezia | marittima               | 0,71             | 0          | 1809                |
| Embankment no. 4, ponte Re Fahd                  | Bahrein Arabia Saudita | marittima (artificiale) | 0,66             | 0          | 1986                |
| Île de la Province/Province Island               | Canada Stati Uniti | lacustre                | 0,31             | 0          |                     |
| Trolløya/Trollön                                 | Norvegia Svezia | lacustre                | 0,11             | 0          |                     |
| Hisøya/Hisön                                     | Norvegia Svezia | lacustre                | 0,08             | 0          |                     |
| Storøya/Storön                                   | Norvegia Svezia | lacustre                | 0,04             | 0          |                     |
| Märket                                           | Finlandia (50%) Isole Åland Svezia (50%) Contea di Uppsala e Contea di Stoccolma                                                                                               | marittima               | 0,033            | 0          | 1809/1985           |
| Koiluoto                                         | Finlandia (>50%) Russia (<50%) | marittima               | <0,033           | 0          | 1945                |
| Isola senza nome sulla Mosella (Chiusa di Apach) | Germania Francia ( Lussemburgo) | fluviale                | 0,012            | 0          | 1830?               |
| Treriksröset                                     | Finlandia Norvegia Svezia | lacustre (artificiale)  | 0,00004          | 0          | 1926                |

1. ↑  Nel 1950 alcune modifiche furono apportate con il Trattato di Zgorzelec, nel 1989 fu fissato il confine marittimo.
2. ↑  Kataja non è in realtà suddivisa dal 1809. In quell'anno infatti si decise il confine marittimo tra la svedese Kataja e la piccola isola sotto sovranità russa di Inakari; successivamente, in seguito a sollevamenti tettonici, le due isole si unirono.
3. ↑  L'isoletta artificiale fu creata per ospitare gli edifici doganali.
4. ↑  L'isoletta senza nome è per la maggior parte in territorio francese. Il resto fa capo al gemeinschaftliches deutsch-luxemburgisches Hoheitsgebiet.

## Confini disputati
| Nome dell'isola | Stati | Tipologia | Superficie (km²) | Abitanti   | Confini attuali dal               |
| --------------- | --- | --------- | ---------------- | ---------- | --------------------------------- |
| Cuba            | Cuba Stati Uniti: Base navale di Guantánamo                                                                                                | marittima | 110.000          | 11.300.000 | 1903                              |
| Cipro           | De iure: Cipro Regno Unito: Akrotiri e Dhekelia De facto: Cipro del Nord Cipro Regno Unito: Akrotiri e Dhekelia Nazioni Unite: Linea Verde | marittima | 9.251            | 1.000.000  | De iure: 1960 De facto: 1974/1983 |
| Île Verte       | Canada Francia: Saint-Pierre e Miquelon | marittima |                  | 0          | 1972                              |

1. ↑  Lo status della base militare è disputato. Gli USA si rifanno al patto di locazione perpetua del 1903, che il governo cubano non riconosce dalla fine degli anni sessanta, ritenendo pertanto la presenza della base come illegale. La frontiera della base militare ha pertanto un significato diverso da quello delle altre basi militari statunitensi, ad esempio in Europa.
2. ↑  Akrotiri e Dhekelia sono rimasti sotto la sovranità britannica dopo l'indipendenza di Cipro (Sovereign Base Areas) e sono considerati Territori d'oltremare britannici. La Repubblica Turca di Cipro del Nord, autoproclamatasi indipendente nel 1983, è riconosciuta dalla sola Turchia. Con Linea Verde si intende l'area demilitarizzata istituita dall'ONU nel 1974 lungo la linea del cessate il fuoco che si stabilì dopo l'intervento militare nell'isola da parte dell'esercito turco.
3. ↑  Il trattato tra Francia e Canada del 1972 usa l'isola come punto di riferimento per il confine marittimo, ma non chiarisce il suo status. Non è pertanto chiaro se l'isola sia interamente canadese o divisa dalla linea di spartizione.

## Condomini
| Nome dell'isola   | Stati          | Tipologia | Superficie (km²) | Abitanti | Condominio dal |
| ----------------- | -------------- | --------- | ---------------- | -------- | -------------- |
| Isola dei Fagiani | Spagna Francia | fluviale  | 0,0068           | 0        | 1659           |